# Dare Vršič
Dare Vršič (Podčetrtek, 26 settembre 1984) è un calciatore sloveno, centrocampista del Novigrad.

## Carriera

### Nazionale
Con la nazionale slovena ha debuttato il 2 giugno 2007 contro la Romania, in una gara valida per le qualificazioni al campionato europeo di calcio 2008, subentrando nei minuti finali a Goran Šukalo e segnando il gol dell'inutile 1-2. Da allora e fino al 2013 ha totalizzato 13 presenze in nazionale, segnando tre reti.

## Palmarès

### Club

#### Competizioni nazionali
- Coppa di Slovenia: 2

Celje: 2004-2005
Maribor: 2015-2016
- Campionato slovacco: 1

Žilina: 2006-2007
- Campionato sloveno: 4

Koper: 2009-2010
Maribor: 2014-2015, 2016-2017, 2018-2019
- Supercoppa di Slovenia: 1

Maribor: 2014

### Individuale
- Capocannoniere del campionato sloveno: 1

2011-2012
- Capocannoniere della Coppa di Slovenia: 1

2019-2020 (6 reti)